# Мама, не горюй
«Мама, не горюй» — российский художественный фильм 1997 года.
В 2005 году вышло продолжение — «Мама, не горюй 2».
Фильм отмечен первыми запоминающимися ролями Андрея Панина, Гоши Куценко, Сергея Векслера, Олеси Судзиловской, Ивана Охлобыстина.

## Сюжет
В провинциальном приморском городе справляют свадьбу. Но в разгар веселья криминальный авторитет Турист начинает нагло приставать к невесте, за что получает по голове от жениха, моряка торгового флота. Совместным решением бандитов и милиции решено посадить Морячка и ещё трёх бандитов — Зубека, Гитлера и Жоржика. Однако Морячок убегает, и теперь его поисками заняты все — и милиция, и бандиты, а руководит этим действом молодой человек по имени Артур.
В «захвате преступников» участвуют майор милиции, прокурорский сотрудник и Артур. По ходу действия оказывается, что майор служил с Зубеком в Афганистане, они решают отметить встречу. Прокурорский сотрудник, у которого большие проблемы с алкоголем, срывается и напивается. Артур пытается с помощью своих связей найти Морячка.

## В ролях
- Андрей Панин — Морячок
- Гоша Куценко — Артур
- Николай Чиндяйкин — Алексей Иванович, майор милиции (озвучивает Александр Ильин)
- Евгений Сидихин — Зубек
- Сергей Векслер — Ринат
- Валерий Приёмыхов — дядя
- Иван Охлобыстин — Макар
- Александр Баширов — Миша, владелец клуба
- Иван Бортник — Гитлер
- Олеся Судзиловская — Марина
- Елена Шевченко — Ксения, балерина
- Маша Бакланова — первая девочка
- Маша Машкова — вторая девочка[3]
- Анатолий Мамбетов — преступный авторитет в аэропорту
- Виктор Вержбицкий — режиссёр балета в аэропорту
- Сергей Данилевич — репортёр телевидения
- Сергей Колтаков — следователь прокуратуры
- Дмитрий Петухов — Жоржик
- Нина Русланова — тёща Морячка
- Игорь Юраш — Хомяк

## Съёмочная группа
- Авторы сценария: Константин Мурзенко, Максим Пежемский
- Режиссёр: Максим Пежемский
- Оператор: Андрей Жегалов
- Художник: Константин Витавский

## Критика
При желании в ленте «Мама, не горюй» можно обнаружить дальние переклички с классическими традициями русского комедийного жанра — от милых водевилей до трагифарсов Гоголя и Салтыкова-Щедрина. Хотя, разумеется, наличие разнообразного криминала в фильме несколько снижает впечатление от иронического описания отечественных нравов в середине 90-х годов XX века.— Сергей Кудрявцев

…"Мама, не горюй" была абсолютной сенсацией и вышла в тот момент, когда отечественного кино, по существу, почти не было.— Кирилл Разлогов